# World Trade Center Doha
Le World Trade Center Doha est un gratte-ciel de 241 mètres construit en 2013 à Doha au Qatar. Architecte Hervé Baley et Khattar Awada.